# Fast Ethernet
Fast Ethernet est une dénomination pour décrire différentes techniques utilisées pour implémenter le standard Ethernet (Implémentation au niveau de la couche PHY et de la sous-couche MAC) à des débits jusqu'à 100 Mbit/s. Fast Ethernet améliore le standard précédent qui n'autorise un transfert de données qu'à des débits ne dépassant pas 10 Mbit/s.
Ces variantes du standard Ethernet sont définies par les normes IEEE 802.3u et IEEE 802.3y.

## Les standards Fast Ethernet

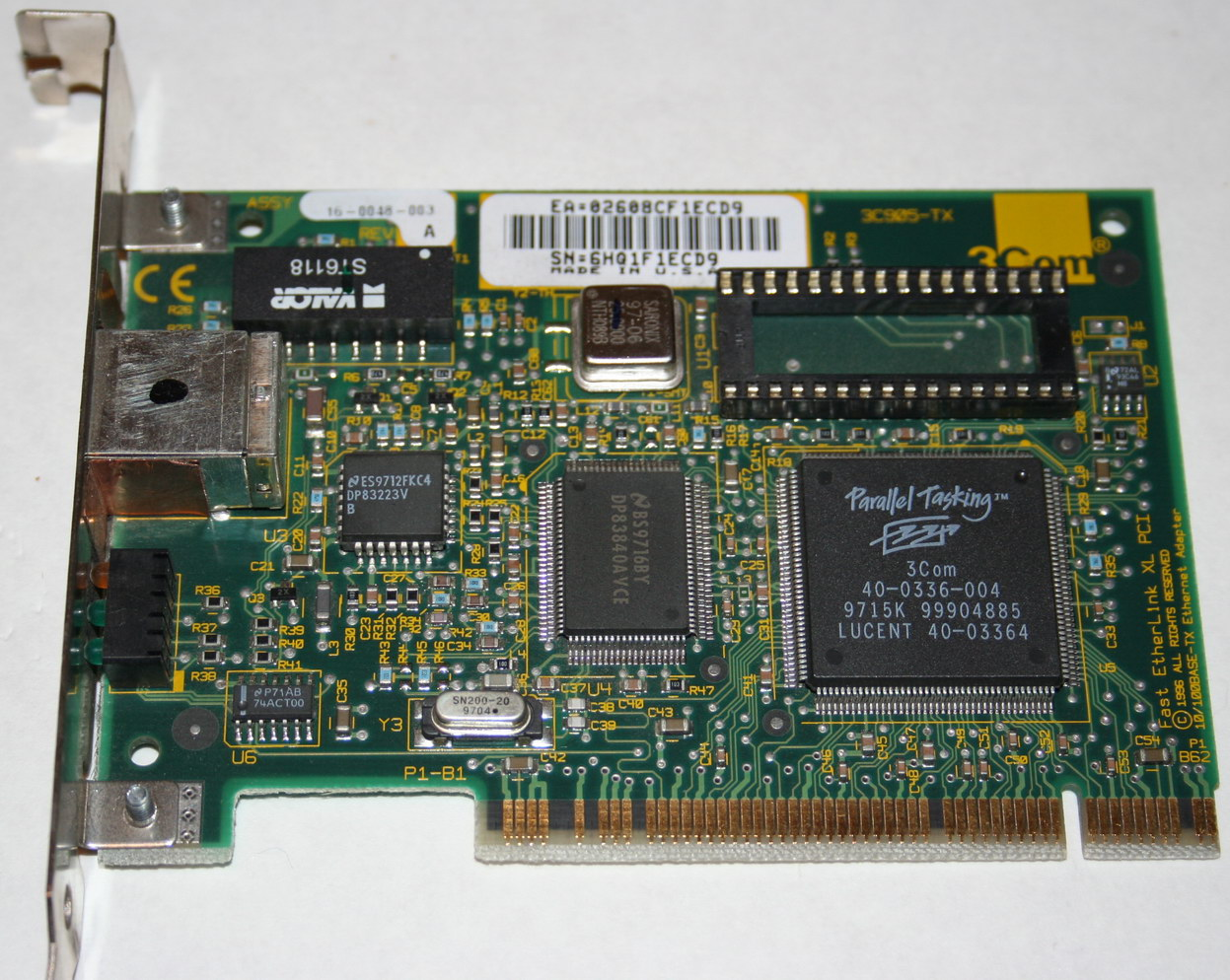
Carte réseau PCI 3Com 3c905-TX 100BASE-TX

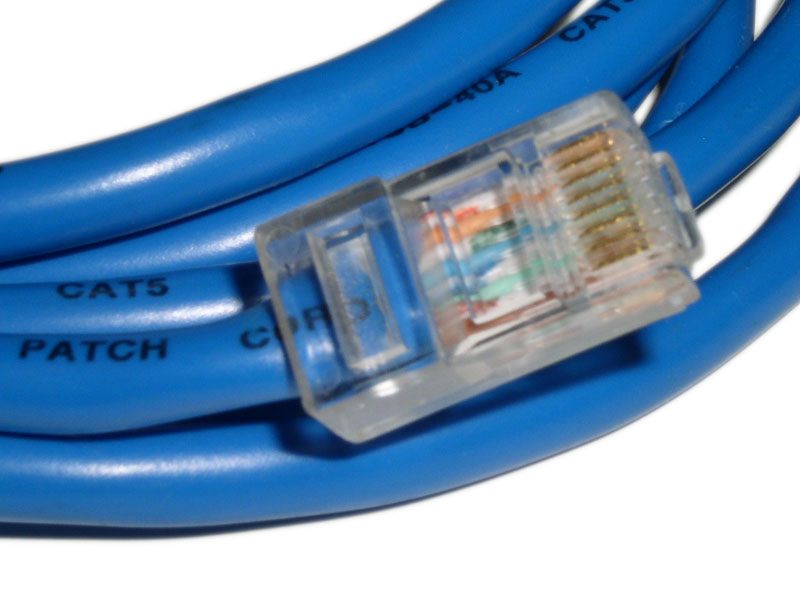
Câble Cat 5 équipé de connecteurs RJ45.

Standards préconisant une liaison sur paires torsadées sur une longueur de 100 mètres :
100BASE-TReprésente n'importe quelle variante de Fast Ethernet sur paires torsadées.
100BASE-TXVersion prédominante de Fast Ethernet sur paires torsadées ; il supporte des débits de 100 Mbit/s sur deux paires torsadées (liaison en mode half ou full duplex) avec du câble catégorie 5 ou 5e.
100BASE-T1Débits de 100 Mbit/s sur une seule paire torsadée (liaison en mode full duplex seulement), développé à l'origine sous le nom de BroadR-Reach avant sa standardisation à l'IEEE ; utilisé principalement dans les applications automobiles.
100BASE-T2Débits de 100 Mbit/s sur deux paires torsadées avec du câble catégorie 3 ou supérieur ; pratiquement inutilisé de nos jours.
100BASE-T4Débits de 100 Mbit/s sur quatre paires torsadées (liaison en mode half duplex seulement) avec du câble catégorie 3 ou supérieur ; pratiquement inutilisé de nos jours.
Standards utilisant une liaison sur fibre optique :
100BASE-BXDébits de 100 Mbit/s sur une longueur de 10 km avec une seule fibre optique monomode pour la communication dans les deux directions. La voie descendante (du cœur du réseau vers l'extérieur) utilise la longueur d'onde de 1550 nm tandis que la voie montante utilise une longueur d'onde de 1310 nm.
100BASE-FXDébits de 100 Mbit/s sur une longueur de 2 km en full duplex ou 412 mètres en half duplex avec de la fibre optique multimode.
100BASE-SXDébits de 100 Mbit/s sur une longueur de 300 mètres avec une paire de fibre optique multimode économique.
100BASE-LX10Débits de 100 Mbit/s sur une longueur de 10 km avec une paire de fibres optique monomode et une longueur d'onde de 1310 nm ; il est défini dans la norme IEEE 802.3ah.